# سلسلة راتاك
سلسلة راتاك هي مجموعة من 16 جزيرة مرجانية أو جزيرة منعزلة، تقع في شرق سلسلة راليك في جزر مارشال. راتاك تعني شروق الشمس في مارشال. يعيش حوالي 30.000 شخص في هذه الجزر التي تعد الأكثر اكتظاظًا بالسكان في الأرخبيل وتضم عاصمة البلاد ماجورو.
تشكل سلسلة راتاك سلسلة مستمرة من جبال بحري مع جزر غيلبرت في غرب كيريباتي.

## اللغة
تعد سلسلة هي موطن للهجة راتاك أو (لهجة الشرقية) للغة جزر مارشال إنها مفهومة بشكل متبادل مع لهجة سلسلة راليك أو (لهجة الغربية).
تختلف اللهجتان بشكل رئيسي في المعجم وفي بعض ردود فعل الصوتية المنتضمة.